# Stanisław Węcławik
Stanisław Węcławik (ur. 23 października 1927 w Skierbieszowie, zm. 23 października 1994 w Krakowie) – polski geolog z tytułem doktora inżyniera, wykładowca akademicki.

## Życiorys

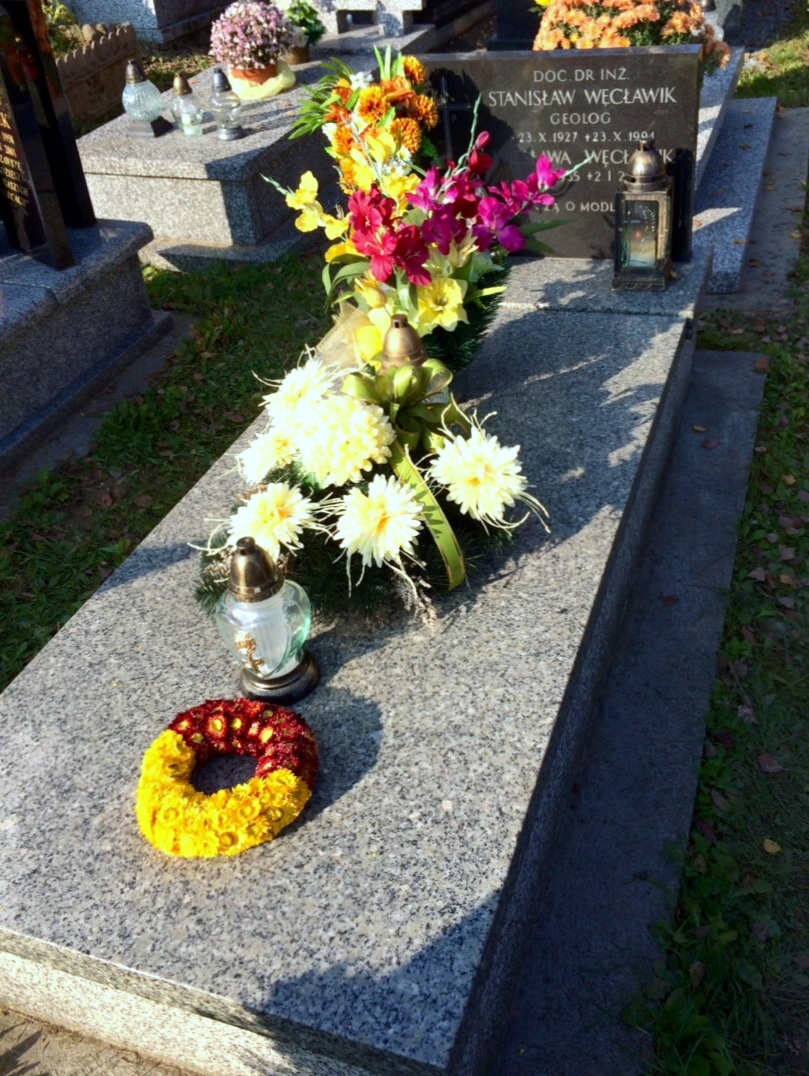
Grobowiec rodziny Węcławików w Krakowie

Urodził się w znanej w Skierbieszowie rodzinie Węcławików. Przed 1939 ukończył szkołę podstawową. Po wybuchu II wojny światowej podczas trwającej okupacji niemieckiej rodzina Węcławików została wysiedlona przez Niemców w 1942. Po tymczasowym pobycie w obozie w Zamościu, 5 grudnia 1942 Stanisław Węcławik został wywieziony na roboty przymusowe do III Rzeszy. Początkowo pracował przy kolei w Berlinie, po czym został przeniesiony do Schwedt/Oder, gdzie pracował od 8 grudnia 1942 do 20 czerwca 1943, po czym został zwolniony z uwagi na stan zdrowia. Następnie trafił do Sanoka, gdzie od 1 lipca 1943 do sierpnia 1945 pracował jako laborant w aptece Kawskich w Sanoku (pracująca tam jego siostra, Zuzanna Węcławik, została żoną Stanisława Kawskiego, syna Mariana). Jednocześnie kształcił się na tajnych kompletach.
Po zakończeniu II wojny światowej w 1947 ukończył oddział dla dorosłych w I Państwowej Szkole Męskiej Stopnia Podstawowego i Licealnego w Sanoku i zdał maturę (w jego klasie byli m.in. Adolf Liwacz, Kazimierz Sołtysik). Następnie podjął studia na Wydziale Geologiczno-Mierniczym Akademii Górniczo-Hutniczej w Krakowie (wraz z nim rozpoczął studia jego koledzy szkolni z Sanoka, Łucjan Rudzik i Kazimierz Bogacz). Jeszcze jako student, w grudniu 1950 podjął pracę naukową w AGH na stanowisku młodszego asystenta w Katedrze Geologii Ogólnej II. Studia ukończył w 1952 z tytułem inżyniera geologa i magistra nauk technicznych. W 1953 został starszym asystentem w Katedrze Geologii Ogólnej II, w 1955 adiunktem w Katedrze Geologii Ogólnej II. W 1966 uzyskał stopień doktora nauk technicznych za pracę pt. Budowa płaszczowiny magurskiej południowej części Karpat Gorlickich. W 1969 został docentem i mianowany kierownikiem Zakładu Geologii Regionalnej i Ochrony Złóż Instytucie Geologii Regionalnej i Złóż Węgli Akademii Górniczo-Hutniczej.
Jako geolog badał flisz graniczny, mikrofaunę w warstwach magurskich Beskidu Niskiego, wody mineralne w Beskidzie Niskim (m.in. w rejonie Tylicza). W 1972 uległ wypadkowi, w wyniku którego miał niedowład kończyn dolnych i poruszał się na wózku inwalidzkim, a od 1973 był na rencie. Kontynuował jednak pracę naukową. Od lipca 1987 był pracownikiem Państwowego Instytutu Geologicznego w Krakowie. Współpracował z Zakładem Sozologii Polskiej Akademii Nauk od lutego 1988 do listopada 1992. W tym okresie współopracowywal Encyklopedyczny Słownik Sozologiczny. Opublikował 99 prac naukowych, głównie z zakresu Karpat Polskich.
Stanisław Węcławik zamieszkiwał przy ul. Marczyńskiego 19 w Krakowie. Zmarł w swoje 67 urodziny 23 października 1994. Został pochowany na cmentarzu Batowickim w Krakowie w grobowcu rodzinnym, kw. CCXVII-2-14 (w tym miejscu spoczęła też jego siostra Wiesława).
Jego kolegą szkolnym z Sanoka, studenckim w Krakowie oraz współpracownikiem naukowym na AGH (m.in. razem publikowali) był Kazimierz Bogacz. Rok po jego śmierci Stanisław Węcławik w publikacji Księga pamiątkowa (obchodów 100-lecia Gimnazjum oraz I Liceum Ogólnokształcącego w Sanoku) z 1980 opublikował artykuł pt. Kazimierz Bogacz (1926–1979). Wspomnienia pośmiertne, stanowiący jego biogram; w tej samej publikacji Stanisław Węcławik zawarł biogram innego geologa pochodzącego z Sanoka, Józefa Premika, pt. Józef Premik (1890–1963) oraz artykuł wspomnieniowy pt. Pierwsze wielkie wychowanków spotkanie. W 1984 ukazała się osobna publikacja pt. Kazimierz Bogacz (1926-1979) autorstwa Stanisława Węcławika. W 1995 ukazał się biogram Stanisława Węcławika, opublikowany w Przegląd Geologicznym (nr 12), który przygotowali U. Jozefko, J. Pilch i R. Skrzypczak.

## Publikacje
- Budowa geologiczna płaszczowiny magurskiej między Uściem Gorlickim a Tyliczem (1969)
- Wysowa Zdrój: przewodnik informator (1976)
- Kompleksowa metodyka badań ochrony surowców balneologicznych przed oddziaływaniem przemysłu (1991)